# پل بیلانکوه

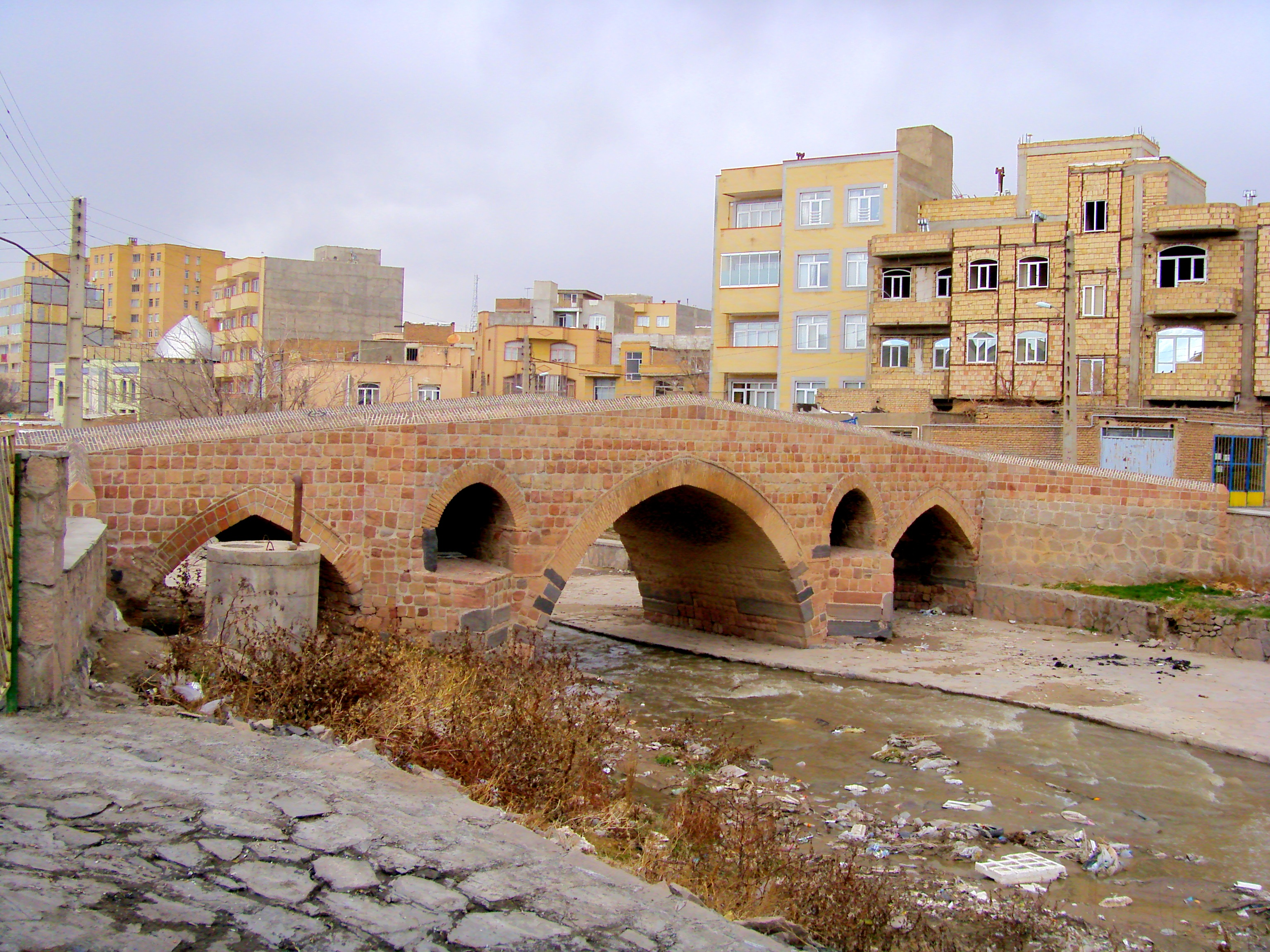

پل بیلانکوه که ساخت سازه تمام سنگی آن مربوط به دوره قاجار می‌باشد در مجاورت باغات بیلانکوه قرار دارد. بودش سه اصله درخت دیرپای و تناور در کنار پل، زیبایی‌های خاصی به محل بخشیده. آب رودخانه هماره خروشان اسبه ریز با سرچشمه گرفتن از دامنه‌های شمالی ارتفاعات برف گیر سهند و پس از ورود به منطقه شرقی شهر تبریز و عبور از باغمیشه سرانجام از زیر طاق‌های پل تاریخی بیلانکوه عبور کرده و در محل پل سنگی به درون بستر رودخانه مهرانه رود می‌ریزد. کوچه شیخ کمال، بالاتر از باغ دوکمال واقع شده و این اثر در تاریخ ۱۰ بهمن ۱۳۸۳ با شمارهٔ ثبت ۱۱۲۶۳ به‌عنوان یکی از آثار ملی ایران به ثبت رسیده‌است.